# Béres Márta
Béres Márta (Újvidék, 1984. május 3. –) vajdasági magyar színésznő.

## Életpályája
Szülővárosában végezte a gimnáziumot, majd a Művészeti Akadémiát is. 2006-tól az szabadkai Kosztolányi Dezső Színház tagja volt, majd szabadúszó lett. Vállalt magyarországi vendégszerepléseket is.

## Filmes és televíziós szerepei
- Így vagy tökéletes (2021) ...Tordai Kata
- S.E.R.E.G. (2024) ....Réka

## Díjai, elismerései
- Pataki gyűrű (2011)[8]
- Junior Prima díj (2014)[9]